# Friedrich Wulfert (Jurist)
Friedrich Wulfert (* 10. Januar 1822 in Hemer; † 28. Mai 1900 in Leipzig) war ein deutscher Reichsgerichtsrat.

## Leben
Der Sohn eines Predigers aus Hemer studierte in Heidelberg Rechtswissenschaften. 1845 wurde er auf den preußischen Landesherrn vereidigt. 1856 ernannte man ihn zum Friedensrichter. 1860 wurde er Landgerichtsassessor und 1865 Landgerichtsrat. 1870 beförderte man ihn zum Appellationsgerichtsrat und 1875 zum Obertribunalsrat. 1879 kam er an das Reichsgericht. Er war im  II. Zivilsenat tätig. Er trat 1886 in den Ruhestand. 

## Belege
1. ↑  Anton Bettelheim (Hrsg.): Biographisches Jahrbuch und deutscher Nekrolog. Band 4, Reimer, Berlin 1900 Sp. 126* gibt Heinrich als Vornamen an.
2. ↑  Gustav Toepke (Hrsg.): Die Matrikel der Universität Heidelberg (5. Teil): Von 1807 - 1846, Heidelberg 1904, S. 695.

| Personendaten    | Personendaten               |
| ---------------- | --------------------------- |
| NAME             | Wulfert, Friedrich          |
| KURZBESCHREIBUNG | deutscher Reichsgerichtsrat |
| GEBURTSDATUM     | 10. Januar 1822             |
| GEBURTSORT       | Hemer                       |
| STERBEDATUM      | 28. Mai 1900                |
| STERBEORT        | Leipzig                     |